# Waldstein-Wartenberg Ferenc Ádám
Waldstein-Wartenberg Ferenc Ádám, gróf (Bécs, 1759. február 14. – Litvínov, Csehország, 1823. május 25.)  osztrák természettudós, botanikus, földbirtokos.

## Életrajza
Már fiatal korában érdeklődött a természettudományok iránt. 1795-ben megismerkedett Kitaibel Pállal, akinek haláláig legjobb barátja, támogatója és munkatársa maradt. Hét éven át vele együtt botanikai utazásokat tett Magyarországon. Közös nagy művük, a Plantae rariores Kitaibel munkája, de Waldstein-Wartenberg Ferenc Ádám végezte a szerkesztéssel és kiadással kapcsolatos munkákat. Nevét számos magyarországi növény viseli.

## Főbb munkái
- Descriptiones et icones plantarum rariorom Hungariae… (Kitaibel Pállal, Viennae, 1799 – 1812)